# Selasia
Selasia (gr. Σελλασία) – miejscowość w Grecji, w południowej części Peloponezu, w administracji zdecentralizowanej Peloponez, Grecja Zachodnia i Wyspy Jońskie, w regionie Peloponez, w jednostce regionalnej Lakonia, w gminie Sparta. W 2011 roku liczyła 311 mieszkańców.